# Kawanishi K-12
El Kawanishi K-12 fue un avión japonés fabricado por la compañía Kawanishi, diseñado para realizar la primera travesía del océano Pacífico sin escalas, entre Japón y Estados Unidos.

## Historia y desarrollo
Tras el éxito del vuelo sin escalas sobre el océano Atlántico por parte de Charles Lindbergh en mayo de 1927, se trató de realizar una tarea similar sobre el océano Pacífico. En Japón se creó un comité compuesto por varias sociedades civiles, la Universidad Imperial, el Ejército y la Armada, decidiendo que Kawanishi crease el avión para ello.
Su desarrollo por parte de Eiji Sekiguchi se inició en octubre de 1927, partiendo del diseño del avión de transporte K-9, cuyo proyecto había sido cancelado. El K-12 era un monoplano de ala alta con estructura metálica en el fuselaje, recubierto de tela. La estructura alar era de madera, con recubrimiento de tela en la parte superior y de madera en la inferior. Los dos pilotos se instalaban en una cabina cerrada entre las alas. El diseño en general era muy similar al del Ryan NYP empleado por Lindbergh, pero con un tamaño considerablemente mayor. Además, los pilotos tenían visión frontal desde su cabina.
Se construyeron dos ejemplares del K-12. El primero sería usado para pruebas y entrenamiento, mientras que el segundo realizaría el intento transoceánico. La altura del segundo aparato era ligeramente mayor, apenas 20 centímetros.
El primer aparato estuvo finalizado en junio de 1928, y el segundo en agosto del mismo año. Sin embargo, el proyecto atravesó dificultades ese mismo año debido a dudas acerca de la capacidad de despegue del K-12 a plena carga y por tanto de su alcance. Finalmente, el proyecto se paralizó en septiembre y se canceló en noviembre de 1928, a lo que contribuyó el accidente del segundo K-12 mientras realizaba pruebas de vuelo.
Este aparato había sido bautizado Sakura, o flor de cerezo, y tras su accidente se pensó en repararlo y emplearlo en la compañía aérea de Kawanishi, Nippon Koku, reduciendo su capacidad de combustible e instalando una cabina de pasajeros, pero ese proyecto nunca se llevó a cabo. El primer aparato acabó siendo expuesto colgando en la factoría de Kawanishi, con un cartel que rezaba cómo no diseñar y construir un avión de cometidos especiales. El K-12 fue el último de los aviones civiles construidos por Kawanishi.

## Especificaciones
Referencia datos: Japanese Aircraft 1910–1941

### Características generales
- Tripulación: 2
- Longitud: 11,6 m
- Envergadura: 19,05 m
- Altura: 3,4 m
- Superficie alar: 57 m²
- Peso vacío: 1920 kg
- Peso cargado: 5500 kg
- Planta motriz: 1× motor V12 BMW VI.
  - Potencia: 500-550 hp

### Rendimiento
- Velocidad máxima operativa (Vno): 211 km/h
- Alcance: km
- Radio de acción: km
- Alcance en combate: km
- Alcance en ferry: km

### Aeronaves similares
- Ryan NYP

### Secuencias de designación
← K-8 • K-10 • K-11 • K-12